# Acanthops fuscifolia
Acanthops fuscifolia är en bönsyrseart som beskrevs av Olivier 1792. Acanthops fuscifolia ingår i släktet Acanthops och familjen Acanthopidae. Inga underarter finns listade i Catalogue of Life.